# Kleine heidehangmatspin
De kleine heidehangmatspin (Microlinyphia pusilla) is een spin uit de familie hangmat- en dwergspinnen (Linyphiidae). 
Het mannetje is zwart en glanzend met een zwarte buik, het vrouwtje is iets groter en dikker en heeft een zwarte bladvormige vlek op het achterlijf. Deze spin bouwt een klein hangmatwebje dicht bij de grond.